# Snake Eater (película)
Snake Eater (también conocida como Devora serpientes (España) y Cazador de serpientes (Hispanoamérica)) es una película canadiense de 1989 dirigida por George Erschbamer y protagonizada por Lorenzo Lamas.

## Argumento
En el pasado Jack "Soldado" Kelly fue un exmarine de la unidad Snake Eater, especializada en buscar y destruir, siendo además de los mejores. Ahora es un policía camuflado del departamento de antidrogas. Un día es temporalmente suspendido por sus métodos violentos, por lo que tiene que dejar de trabajar temporalmente al respecto. Entonces, poco tiempo después, se entera de que sus padres han muerto en un accidente de barco que alquilaron en un río con bosque a ambos lados y que su hermana ha desaparecido, por lo que se va a investigar lo ocurrido y a encontrar a su hermana.
Allí recibe la ayuda del propietario de ese barco, King, y de su hija Kid, que también quieren saber lo ocurrido, porque no creen la versión del accidente, ya que alquilan barcos de calidad a sus clientes. Durante sus pesquisas ellos descubren, que no fue un accidente. También descubren, que el barco fue abordado por un grupo de gente asilvestrada que vive cerca del lugar, que padres fueron asesinados para raptar a su hermana adolescente Jennifer y luego violarla, que hicieron volar el barco para encubrirlo todo y que ya antes habían cometido asesinatos en bosque utilizando para ello un disfraz de oso. 
Durante las indagaciones King muere asesinado por ellos y casi consiguen además matar a él y a Kid. Sin embargo ellos pueden salvar sus vidas y esquivarlos matando para ello a dos de ellos. Decidido a vengar a sus padres y a salvar a su hermana, Jack, utilizando lo que aprendió en su unidad, se enfrenta a esos asesinos en su hogar, donde mantienen encerrada a su hermana después de instruir a la hija de King, Kid, a llegar hasta el sheriff para contar lo que ocurre. Consigue salvar y liberar a su hermana en el último momento y matar a los demás asesinos, cuando quieren matarle en su empeño aunque también acaba herido durante la lucha a muerte. 
Poco después Kid y las autoridades llegan y la pesadilla termina con ello. Después de aclarar todo ante las autoridades y de curar sus heridas, Jack vuelve otra vez a su trabajo como policía aunque no puede dejar del todo sus métodos violentos. 

## Reparto
- Lorenzo Lamas - Jack "Soldado" Kelly
- Josie Bell - Kid
- Robert Scott - Junior
- Ronnie Hawkins - King
- Cheryl Jeans - Jennifer Kelly
- Larry Csonka - Bronsky
- Ben DiGregorio - Santucci
- Carl Cook - Clyde
- Barry Minshull - Slim
- Mowava Pryor - Chloe

## Producción
La película se rodó entre el 22 de febrero de 1988 y el 8 de octubre de 1988. Se rodó en Nuevo Brunswick, Canadá.

## Recepción
La película tuvo el suficiente éxito como para que hubiesen otras dos secuelas.
En el presente la película fue valorada por usuarios en portales de información cinematográfica. En IMDb 1.151 usuarios de ese portal dieron al filme 4,4 de 10. En Rotten Tomatoes más de 100 usuarios del portal le dieron un 2,5 de 5.